# Tranvía de Coímbra

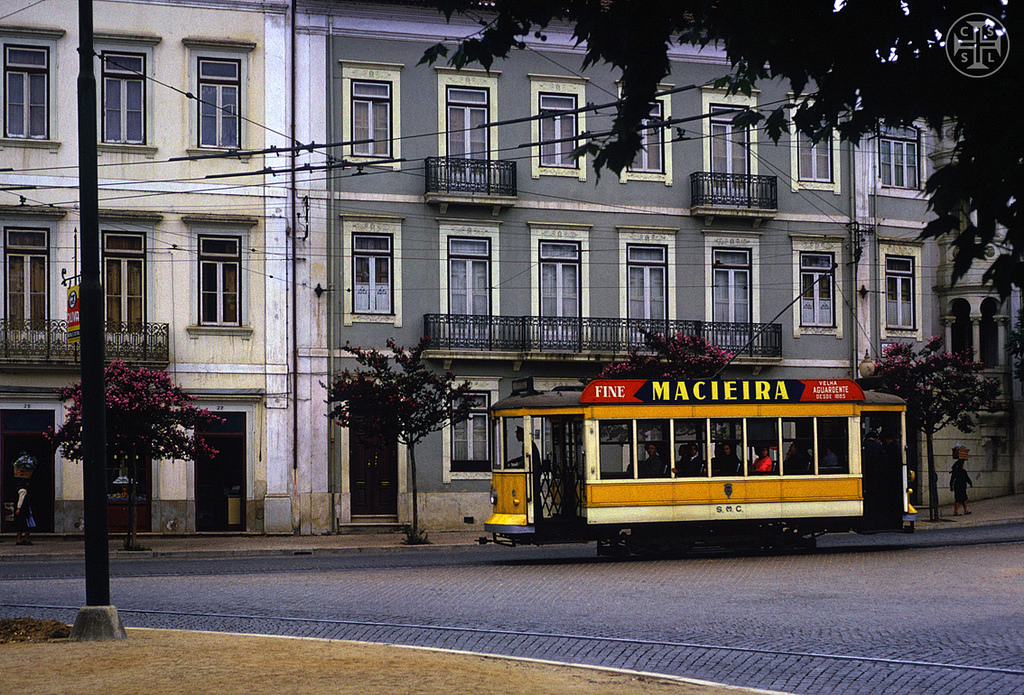
Tranvía en la plaza de la República de Coímbra, en 1962.

Los Tranvías de Coimbra fueron un sistema de transporte público eléctrico sobre raíles que circuló en la ciudad portuguesa de Coímbra entre 1911 y 1980. 

## Historia

### Antecedentes
El primer sistema de tranvías en Coímbra data de 1874. Era el llamado sistema americano o  tranvía de tracción animal. El 30 de agosto de ese año, se informó de que se estaban realizando varios experimentos, los cuales acabaron en continuos descarrilamientos, debido a la mala construcción de los vagones. Además de los problemas con el material rodante, la construcción de las vías también fue muy difícil y hubo conflictos con varios particulares que intentaron bloquear las obras. El 15 de septiembre fue inaugurada en Coímbra la primera línea de carros americanos por la empresa Rail Road Conimbricense; este sistema se cerró tres años después, el 5 de abril de 1887.

### Planificación y apertura

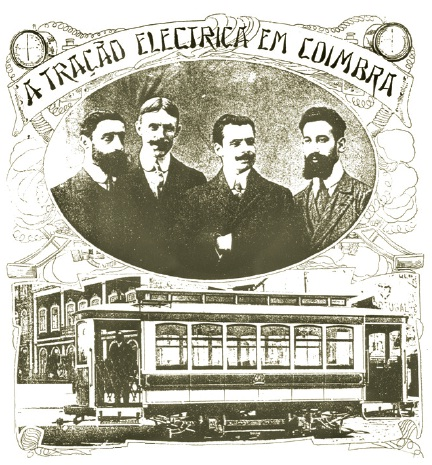
Imagen publicitaria del tranvía de Coímbra con un coche con 6 ventanillas que nunca existió en la ciudad lusa.

A finales de 1901, el Cámara Municipal de Coimbra propuso la implantación de un sistema de carros eléctricos, entonces llamado tranvía; la red debería unir la zona alta y baja de la ciudad, pasando por el barrio de Santa Cruz, con conexiones con localidades vecinas.  Sin embargo, la licitación para la tracción eléctrica fue abandonada. Así, el 16 de abril de 1903, ya había sido aprobada por el ministro del ramo una deliberación del Ayuntamiento de Coímbra que autorizaba al coronel Freire de Andrade a construir varias líneas urbanas y suburbanas en la ciudad; esta concesión, con un plazo de 30 años, estaba relacionada con la introducción de vehículos de tracción animal, un sistema que, además de considerarse obsoleto en aquel momento, también se consideró inadecuado debido al terreno escarpado de la ciudad, que recomendaba el uso de tracción eléctrica o mecánica. Este sistema entró en servicio a finales de 1903, extendiéndose inicialmente la línea desde el largo de D. Carlos a la antigua estación de Coimbra.
El 1 de noviembre de 1910 estaban casi terminadas las obras de instalación de los tranvías. 
| ⇧ 1915 (aprox.) | ⇩ 1924 |

El sistema de tranvía, que utilizaba ancho métrico,  entró en servicio el 1 de enero de 1911,  siendo la cuarta localidad portuguesa en disponer de este medio de transporte, después de Oporto (1895), Lisboa (1901) y Sintra (1904). Posteriormente, el 19 de octubre de 1914, Braga se unió al grupo de ciudades portuguesas con sistema de tranvía. 
En la década de 1920, cuando se intentó encontrar una solución a la presencia del Ramal da Lousã dentro de la ciudad, el Ayuntamiento propuso reemplazar el tramo del ramal dentro de la ciudad, reemplazándolo por una línea de tranvía que uniera los dos terminales ferroviarios.  Esta solución no se adoptó, y en cambio se planificó la construcción de una nueva ruta al norte de la ciudad, que conectaría con la estación de Coimbra-B, proyecto que sería cancelado debido a la crisis ferroviaria de los años 1930. 

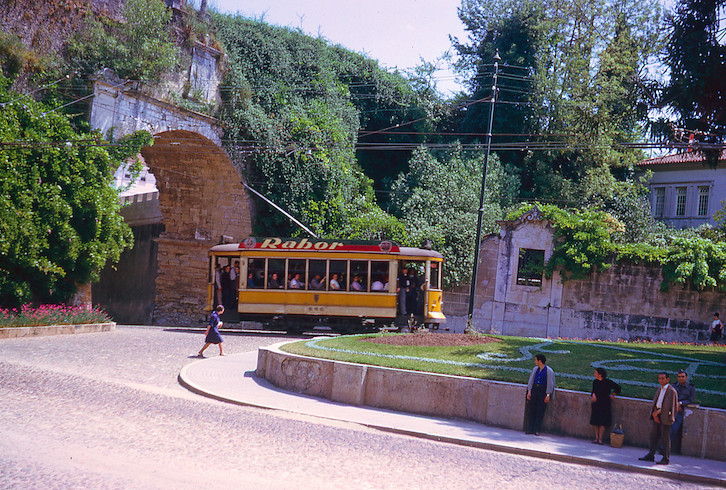
Tranvía junto a Arcos, en 1964

Durante décadas, con más o menos líneas, el tranvía fue un medio eficaz para que los ciudadanos se desplazaran por su ciudad, y aunque en aquella época no existía una conciencia ambiental como la que existe hoy en día, lo cierto es que constituía un medio de no -Transporte contaminante que permitió a Coimbra tener una calidad de aire incomparable en la actualidad.

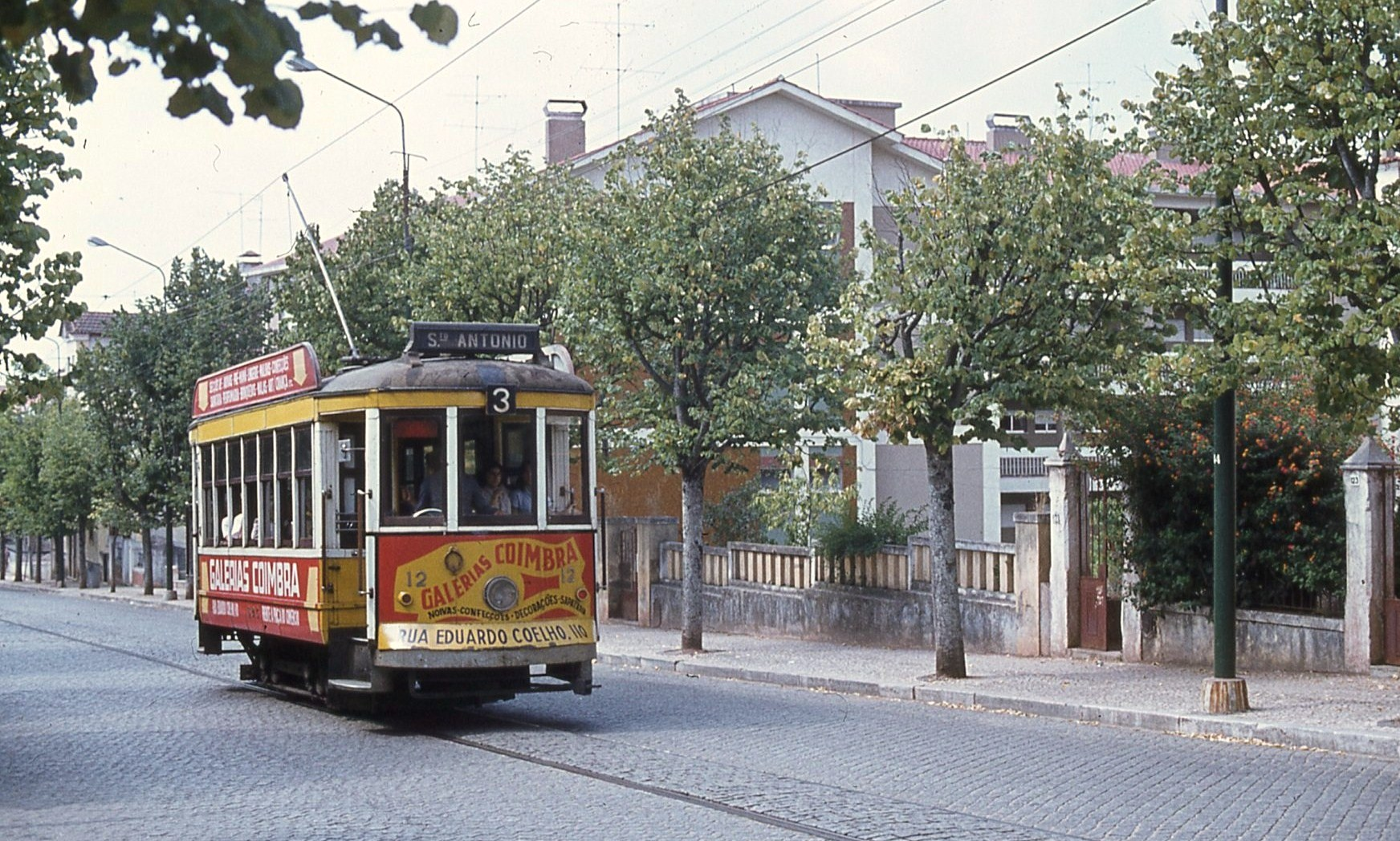
Coche no. º 12 haciendo carrera 13, en 1978

#### Decadencia
A mitad de la década de 1970 el tranvía comienza a verse como algo anticuado, ruidoso e incómodo, y los políticos de la época promovieron su rápido declive con el cierre de diferentes líneas. El último tranvía funcionó en Coimbra el 9 de enero de 1980, ya bajo la gestión de los Servicios Municipalizados de Transporte Urbano de Coimbra (que gestiona también autobuses y trolebuses ). 
En 1982, Coimbra fue la primera ciudad en tener un museo dedicado al tranvía, en Portugal y la Península Ibérica, que cerró sus puertas por obras en 2000, pero que no había reabierto al público en 2022. 

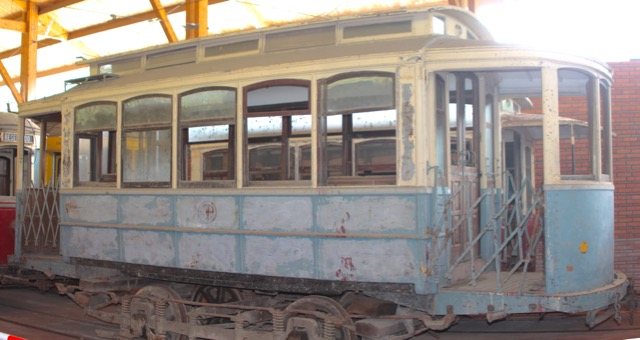
Chasis (camión) de uno de los tranvías de Coimbra depositado en la remise Ribeira de Sintra, soportando la carrocería de uno de los coches locales (foto de 2013).

### Reintroducción
En octubre de 2014, el Ayuntamiento de Coimbra aprobó un proyecto, aún sin fecha de finalización, que prevé restaurar los tranvías para que puedan volver a circular por las calles de Coimbra y también prevé la creación de una línea turística entre la Rua da Alegria y la Rua Rotonda das Lages, en la margen izquierda del Mondego. Este proyecto prevé el paso de tranvías por el Puente de Santa Clara.